# زویدزنده
زویدزنده (به هلندی: Zuidzande) یک منطقهٔ مسکونی در هلند است که در اسلایس واقع شده است. زویدزنده ۵۹۲ نفر جمعیت دارد.